# Baurutitan
Baurutitan era um gênero de dinossauro saurópode que apareceu no Período Cretáceo Superior. Era um titanossauro, herbívoro que viveu no que hoje é o Brasil. A espécie tipo, Baurutitan britoi, foi descrito em 2005 por Kellner, Campos e Trotta e é baseado em vértebras caudais distintivo. Este dinossauro sul americano foi encontrado em Uberaba, no estado brasileiro de Minas Gerais.

## Descoberta
Os restos do Baurutitan foram encontrados por Llewellyn Ivor Price, famoso paleontólogo brasileiro, na região de Peirópolis, estado de Minas Gerais. Sua descoberta ocorreu no ano de 1957, contudo somente em 2005 ele foi oficialmente apresentado ao público, como sendo um dinossauro herbívoro de pescoço e cauda longos. Os trabalhos de Price em Peirópolis, que é um município de Uberaba, iniciaram em 1947 depois que Jesuíno Felicíssimo Junior, do Instituto Geográfico e Geológico de São Paulo, lhe disse sobre a presença de fósseis na região. Price então foi até uma antiga pedreira, conhecida como Pedreira Caieira, na Fazenda São Luis onde começou a fazer escavações.
Era um local com grande quantidade de fósseis, sendo recuperados restos de tartarugas, crocodilomorfos, dinossauros terópodes e saurópodes, fragmentos de peixes, invertebrados de água doce (gastrópodes, bivalves), icnofósseis, fragmentos de xisto de ovos e restos de plantas. Algumas vezes foi necessária a utilização de explosões com dinamite para retirar o material incrustado na rocha.
Dentre os achados estavam uma série de 19 vértebras (o último sacral e 18 caudais), batizado como Série “C” que remetiam a um saurópode da família dos titanossauros, sendo no caso o Baurutitan. Houve expedições em Caieira nos anos de 1949, 1950, 1953, 1955, 1957, 1958, 1959 e 1961, sendo este o último ano devido a poucos achados relevantes. Todo material encontrado foi armazenado na coleção do Museu de Ciências da Terra (MCT) do Departamento Nacional de Produção Mineral.

## Origen do nome
O nome Baurutitan vem da junção da palavra bauru, alusão à região geográfica do achado, dentro do Grupo Bauru, e a palavra titã dos mitos gregos. Já britoi é dado em honra de Ignácio Aureliano Machado Brito (1938-2001), paleontólogo brasileiro, que aconselhou dois autores na descrição deste dinossauro, cujos fósseis permaneceram guardados por muitos anos.

## Descrição
Baurutitan era um saurópode, dinossauro herbívoro, que deve ter medido de 12 a 14 metros de comprimento e tido uma altura em torno de 3,5 metros. Viveu no período Cretáceo, na era Maastrichtiano (entre 72 e 66 milhões de anos atrás), na região pertencente à Formação Marília.
Baurutitan foi o quarto saurópode descrito no Brasil, depois de Antarctosaurus (considerado “nomen dubium”), Gondwanatitan e Amazonsaurus. Contudo ele não demostrou ter parentesco direto com nenhum deles, nem com qualquer titanossauro conhecido até o momento. Somente com mais estudos é que se poderia determinar em qual clado dos titanossauros o Baurutitan esta melhor relacionado.
Uma análise cladística de 2017 por José Carballido e colegas consideraram Baurutitan como um membro do clado Lithostrotia.

## Paleobiologia
Seus hábitos não deviam ser diferentes de outros saurópodes: deveria viver em bandos, pastando enormes quantidades de alimentos para se sustentar, além de compartilharem o território com outros saurópodes que vivam na região. Seu esqueleto muitas vezes foi utilizado para se comparar e proporcionar uma visão de como eram outros titanossauros que não tiveram seus restos bem preservados.